# Eupalaestrus spinosissimus
Eupalaestrus spinosissimus là một loài nhện trong họ Theraphosidae.
Loài này thuộc chi Eupalaestrus. Eupalaestrus spinosissimus được Cândido Firmino de Mello-Leitão miêu tả năm 1923.